# Hermógenes Murúa
Hermógenes Murúa Laity (Huasco, Región de Atacama) fue un futbolista y médico chileno.
Practicó también atletismo, natación y tenis. En fútbol, su posición habitual era la de defensor.

## Trayectoria
Proveniente de Huasco, Hermógenes Murúa Laity, Hijo de Hermógenes Murúa Vargas y Ema Laity Herrera.  Inició su carrera futbolística en el Instituto Comercial de esa ciudad.
En 1923 viajó a Santiago e ingresó al Internado Nacional Barros Arana, en el que permaneció durante seis años, jugando también por el Internado Football Club en las competencias oficiales de la Liga Infantil de Football de Santiago. Fue parte del equipo que se clasificó vencedor en esa liga, después de un match con Santiago Wanderers.
En 1927 ingresó al equipo infantil de Audax Italiano, equipo que, para definir el puesto de honor con Unión Española, hubo de jugarle cinco veces, al término de los cuales, Audax Italiano cayó por 1-0, con sólo nueve jugadores, debido a compromisos estudiantiles.
En 1928 se incorporó a Santiago Badminton, de cuyo total de encuentros oficiales, actuó en cuatro y ganando en todos ellos.
Luego se matriculó en la Universidad de Chile para estudiar medicina y de ahí participó en partidos de campeonatos amateur, vistiendo la camiseta del equipo de fútbol de Universidad de Chile. En la «U» jugó entre 1935 y 1939, consiguiendo dos títulos de la Serie B Profesional: en 1936 y 1937. Jugó también los dos primeros años del club —1938 y 1939— en la División de Honor.
Retirado del fútbol, posteriormente ejerció su profesión de médico cirujano en la ciudad de Valdivia, en el Hospital Regional, siendo uno de los socios fundadores. El 31 de octubre de 1963 fue designado Jefe de Servicio de dicho hospital, cargo que ejerció hasta el 22 de agosto de 1966, fecha en que se mantuvo en reposo preventivo.

## Estadísticas

### Clubes
| Club                 | País  | Año       |
| -------------------- | ----- | --------- |
| Santiago Badminton   | Chile | 1928-1929 |
| Universidad de Chile | Chile | 1935-1939 |

## Palmarés

### Títulos nacionales
| Título              | Club                 | País  | Año  |
| ------------------- | -------------------- | ----- | ---- |
| Serie B Profesional | Universidad de Chile | Chile | 1936 |
| Serie B Profesional | Universidad de Chile | Chile | 1937 |